# Minutargyrotoza calvicaput
Minutargyrotoza calvicaput är en fjärilsart som beskrevs av Walsingham 1900. Minutargyrotoza calvicaput ingår i släktet Minutargyrotoza och familjen vecklare. Inga underarter finns listade i Catalogue of Life.